# Gura Roșiei
Gura Roșiei – wieś w Rumunii, w okręgu Alba, w gminie Roșia Montană. W 2011 roku liczyła 96 mieszkańców.